# Hutto (Texas)
Hutto est une ville située au sud du comté de Williamson, au Texas, aux États-Unis,.

## Démographie
Lors du recensement de 2010, la ville comptait une population de 14 698 habitants. Elle est estimée, en 2017, à 25 367 habitants.

### Source de la traduction
- (en) Cet article est partiellement ou en totalité issu de l’article de Wikipédia en anglais intitulé « Hutto, Texas » (voir la liste des auteurs).